# Kenneth Vandendriessche
Pour les articles homonymes, voir Vandendriessche (homonymie).
Kenneth Vandendriessche né le 6 août 1991 à Ruddervoorde en Belgique est un duathlète et triathlète, double champion d'Europe de duathlon longue distance et vainqueur sur compétitions Ironman et Ironman 70.3.

## Palmarès
Les tableaux présentent les résultats les plus significatifs (podium) obtenus sur le circuit national et international  de duathlon et de triathlon depuis 2012,,.
| Année | Compétition                                            | Pays           | Position           | Temps           |
| ----- | ------------------------------------------------------ | -------------- | ------------------ | --------------- |
| 2022  | Ironman Lanzarote                                      | Espagne        | Médaille d'or      | 8 h 39 min 55 s |
| 2019  | Triathlon Alpe d'Huez                                  | France         | Médaille de bronze | 6 h 11 min 36 s |
| 2019  | Ironman 70.3 Lanzarote                                 | Espagne        | Médaille de bronze | 4 h 39 min 1 s  |
| 2018  | Ironman 70.3 Afrique du Sud                            | Afrique du Sud | Médaille d'argent  | 4 h 11 min 13 s |
| 2017  | Ironman 70.3 Lanzarote                                 | Espagne        | Médaille de bronze | 3 h 57 min 15 s |
| 2017  | Ironman 70.3 Weymouth                                  | Royaume-Uni    | Médaille de bronze | 4 h 10 min 13 s |
| 2017  | Ironman Luxembourg                                     | Luxembourg     | Médaille d'or      | 3 h 50 min 29 s |
| 2016  | Championnats de Belgique de triathlon moyenne distance | Belgique       | Médaille d'or      | 3 h 52 min 50 s |
| 2016  | Ironman 70.3 Lanzarote                                 | Espagne        | Médaille d'argent  | 4 h 12 min 47 s |

| Année | Compétition                                          | Pays     | Position          | Temps           |
| ----- | ---------------------------------------------------- | -------- | ----------------- | --------------- |
| 2017  | Lanzarote Duathlon                                   | Espagne  | Médaille d'or     | 55 min 3 s      |
| 2016  | Championnats d'Europe de duathlon longue distance    | Danemark | Médaille d'or     | 2 h 29 min 17 s |
| 2015  | Championnats d'Europe de duathlon longue distance    | Pays-Bas | Médaille d'or     | 2 h 26 min 13 s |
| 2014  | Championnats d'Europe de duathlon longue distance    | Pays-Bas | Médaille d'argent | 2 h 44 min 54 s |
| 2012  | Championnats de Belgique de duathlon longue distance | Belgique | Médaille d'argent | Timing          |